# Llista de peixos del riu Ili
Aquesta llista de peixos del riu Ili -incompleta- inclou 34 espècies de peixos que es poden trobar al riu Ili.
| Ordre            | Família          | Espècie                                        | Hàbitat      | Observacions | Imatge                              |
| ---------------- | ---------------- | ---------------------------------------------- | ------------ | ------------ | ----------------------------------- |
| Acipenseriformes | Acipenseridae    | Acipenser nudiventris                          | Demersal     | Nadiu        | Acipenser nudiventris               |
| Beloniformes     | Adrianichthyidae | Oryzias latipes                                | Bentopelàgic | Introduït    | Oryzias latipes                     |
| Cypriniformes    | Balitoridae      | Triplophysa dorsalis                           | Bentopelàgic | Nadiu        |                                     |
| Cypriniformes    | Balitoridae      | Triplophysa herzensteini                       | Bentopelàgic | Endèmic      |                                     |
| Cypriniformes    | Balitoridae      | Triplophysa labiata                            | Bentopelàgic | Nadiu        |                                     |
| Cypriniformes    | Balitoridae      | Triplophysa sewerzowi                          | Bentopelàgic | Nadiu        |                                     |
| Cypriniformes    | Balitoridae      | Triplophysa stoliczkai                         | Bentopelàgic | Nadiu        | Triplophysa stoliczkai              |
| Cypriniformes    | Balitoridae      | Triplophysa strauchii strauchii                | Bentopelàgic | Nadiu        |                                     |
| Perciformes      | Cichlidae        | Oreochromis aureus                             | Bentopelàgic | Introduït    | Oreochromis aureus                  |
| Perciformes      | Cichlidae        | Oreochromis mossambicus                        | Bentopelàgic | Introduït    | Oreochromis mossambicus             |
| Perciformes      | Cichlidae        | Oreochromis niloticus niloticus                | Bentopelàgic | Introduït    | Oreochromis niloticus niloticus     |
| Cypriniformes    | Cyprinidae       | Brema (Abramis brama)                          | Bentopelàgic | Nadiu        | Brema (Abramis brama)               |
| Cypriniformes    | Cyprinidae       | Aspius aspius                                  | Bentopelàgic | Introduït    | Aspius aspius                       |
| Cypriniformes    | Cyprinidae       | Carassius auratus auratus                      | Bentopelàgic | Nadiu        |                                     |
| Cypriniformes    | Cyprinidae       | Carassius gibelio                              | Bentopelàgic | Nadiu        | Carassius gibelio                   |
| Cypriniformes    | Cyprinidae       | Ctenopharyngodon idella                        | Demersal     | Nadiu        | Ctenopharyngodon idella             |
| Cypriniformes    | Cyprinidae       | Cyprinus carpio carpio                         | Bentopelàgic | Nadiu        | Cyprinus carpio carpio              |
| Cypriniformes    | Cyprinidae       | Cyprinus carpio haematopterus                  | Bentopelàgic | Nadiu        |                                     |
| Cypriniformes    | Cyprinidae       | Hypophthalmichthys molitrix                    | Bentopelàgic | Nadiu        | Hypophthalmichthys molitrix         |
| Cypriniformes    | Cyprinidae       | Hypophthalmichthys nobilis                     | Bentopelàgic | Nadiu        | Hypophthalmichthys nobilis          |
| Cypriniformes    | Cyprinidae       | Carpa koi japonesa (Leuciscus idus)            | Bentopelàgic | Nadiu        | Carpa koi japonesa (Leuciscus idus) |
| Cypriniformes    | Cyprinidae       | Phoxinus brachyurus                            | Demersal     | Nadiu        |                                     |
| Cypriniformes    | Cyprinidae       | Plagiognathops microlepis                      | Bentopelàgic | Nadiu        |                                     |
| Cypriniformes    | Cyprinidae       | Rhynchocypris poljakowii                       | Bentopelàgic | Nadiu        |                                     |
| Cypriniformes    | Cyprinidae       | Rutilus rutilus                                | Bentopelàgic | Nadiu        | Rutilus rutilus                     |
| Cypriniformes    | Cyprinidae       | Schizothorax argentatus                        | Bentopelàgic | Nadiu        |                                     |
| Cypriniformes    | Cyprinidae       | Schizothorax pseudoaksaiensis pseudoaksaiensis | Bentopelàgic | Nadiu        |                                     |
| Cypriniformes    | Cyprinidae       | Tinca tinca                                    | Demersal     | Nadiu        | Tinca tinca                         |
| Cypriniformes    | Cyprinidae       | Xenocypris davidi                              | Bentopelàgic | Nadiu        |                                     |
| Perciformes      | Percidae         | Gymnocephalus cernua                           | Demersal     | Nadiu        | Gymnocephalus cernua                |
| Perciformes      | Percidae         | Perca fluviatilis                              | Demersal     | Nadiu        | Perca fluviatilis                   |
| Perciformes      | Percidae         | Perca schrenkii                                | Demersal     | Nadiu        |                                     |
| Perciformes      | Percidae         | Lucioperca (Sander lucioperca)                 | Pelàgic      | Nadiu        | Lucioperca (Sander lucioperca)      |
| Siluriformes     | Siluridae        | Silurus asotus                                 | Demersal     | Nadiu        | Silurus asotus                      |